# Болшеземелска тундра
Болшеземелската тундра (на руски: Большеземельская тундра) е хълмиста моренна равнина в крайната североизточна част на Източноевропейската равнина, разположена между долините на реките Печора на запад и десният ѝ приток Уса на юг, планините Приполярен Урал и Пай-Хой на изток и североизток и брега на Печорско море на север, в пределите на Ненецкия автономен окръг на Архангелска област и Република Коми, в Русия.
Средна надморска височина 100 – 150 m, максимална 200 – 240 m. От Хайпударската губа на североизток кък устието на река Цилма (ляв приток на Печара) на югозапад се простира ниско възвишение наречено Земляни хребет и именно в неговата централна част се намира най-високата точка на Болшеземелската тундра 242 m (67°29′45″ с. ш. 55°46′00″ и. д. / 67.495833° с. ш. 55.766667° и. д.), западно от езерото Лаято. В релефа преобладават хълмове и моренни валове – „мусюри“ (Янеймусюр, Вангуреймусюр и др.), изградени от пясъци и споен трошляк. В източната ѝ част се простира северния участък на възвишението Чернишов, изградено основно от палеозойски седименти.
Климатът е субарктичен, с продължителна и студена зима (средна януарска температура от -16 °C на северозапад, до -20 °C на югоизток) и кратко прохладно лято (средна юлска температура от 8 до 12 °C), като през летния период са възможни и температури под 0 °C. Годишната сума на валежите варира от 450 mm на юг до 250 mm на север. Реките в горните си части протичат в тесни долини, а по-надолу долините им се разширяват и течението им се успокоява. Основните реки са десните притоци на Печара (Куя, Шапкина, Йорса, Лая) и на десния ѝ приток Уса (Колва, Адзва, Болшая Роговая, Воркута) и реки, вливащи се директно в Печорско море (Чьорная, Хайпудара, Коротаиха). Равнината е изпъстрена със стотици езера: Вашуткини, Шапкински и др. Големи територии са заети от вечно замръзнала почва.
На север растителността е предимно храстова и храстово-мъхова, развита върху торфени и глинесто-блатни почви, на юг е зоната на лесотундрата с участието на петна от смърч и бреза върху слабоподзолисти глинести почви, а южно от северната полярна окръжност преобладава иглолистната тайга. Развива се еленовъдството, лов на животни с ценна кожа и млечно животновъдство. В южните и югоизточните части се разработват находища на нефт, газ и въглища.
До началото на 1920-те години районът на Болшеземелската тундра е бил почти бяло петно на географската карта. През 1921 г. е организирана експедиция с ръководител полярния изследовател и географ Рудолф Самойлович, която изследва районите на Европейска Русия северно от Северната полярна окръжност. Отрядът, ръководен от географа Андрей Григориев, изследва и картира големи части от Болшеземелската тундра и установява наличието на богати залежи от въглища, нефт и газ.